# عین عسل
عین عسل (به عربی: عين العسل) یک شهرداری در الجزایر است که در ناحیه الطارف واقع شده‌است.
 عین عسل  ۱۲٬۴۸۲ نفر جمعیت دارد.